# 伏尔塔瓦河站
伏尔塔瓦河站是一座布拉格地铁C线的地铁站。此站站名背景是布拉格的母亲河——伏尔塔瓦河。
伏爾塔瓦河站於1984年11月3日開通，是從索科洛夫斯卡（Sokolovská，後來更名為弗洛倫茨（Florenc））至富契科瓦（Fučíkova，後更名為納德拉日·霍萊紹維採（Nádraží Holešovice））延伸段的一部分。伏爾塔瓦河站位於斯特羅斯馬耶廣場（Strossmayer Square）附近，車站上方有同名電車站。
2018年，伏爾塔瓦河站綜合體與布拉格其他現代和野獸派建築一起出現在蘋果公司的iPhone XR廣告中。